# キルフェボン
キルフェボン (Qu'il fait bon) は、静岡市葵区七間町に本社を置くキルフェボン株式会社が製造、販売する洋菓子の店舗名称である。

## 概要
2013年7月で日本国内に11店舗出店している。旬のフルーツを使ったタルトをメインに販売し、生ケーキ類、クッキーやバトン類の焼き菓子も販売する。
キルフェボンはフランス語で「なんていい陽気なんだろう」の意である。テレビ朝日『いきなり!黄金伝説。』の「全国の超人気ケーキベスト100を食べ尽くす」企画で人気ランキング1位に選ばれた。横浜店、静岡店、浜松店を除くすべての店舗がカフェスペースで飲食可能である。
沿革
- 1986年　ラッシュ株式会社が静岡市に雑貨店を開業する。
- 雑貨店の一角でテイクアウトのケーキを販売。当時は希望するとアルマイトの食器に入れてくれコーヒーと一緒に近くの公園で食べることができた。　テイクアウトの箱も飛行機のマークのついた国際郵便のようなもので麻のひもで結ばれていた。
- 1992年　静岡市葵区七間町に洋菓子店キルフェボン1号店「グランメゾン」を開店する。
- 2012年1月24日　名古屋店を閉店する。
- 2014年5月6日　代官山店を閉店する。
- 2024年1月　投資ファンド「サンライズキャピタル」が全株式を取得
- 2025年5月28日　キルフェボン名古屋栄店を開店

## メニュー
- 季節のフルーツタルト - カスタードクリームの上に旬のフルーツをふんだんに飾ったタルト。
- 赤いフルーツのタルト - クレームラフィネの上にベリー類を飾ったタルト。
- 常時20から25種のほか月毎にテーマを定めたケーキを販売する。

## 店舗
- グランメゾン銀座
- 青山
- 東京スカイツリータウン・ソラマチ店
- 横浜
- 静岡
- 浜松
- キルフェボン名古屋栄店
- 京都
- グランフロント大阪店
- 仙台
- 福岡
- 他ブランドショップ－メリファクチュリー